# Kiss FM (Espanya)
KISS FM és una emissora radiofònica espanyola que emet a nivell nacional, pertanyent al Grup KISS Media, que posseeix també HIT FM i les cadenes de televisió Hit TV i DKiss. El seu eslògan és "el millor dels 80 i els 90 fins avui". La seva combinació de radiofórmula musical de tipus adult contemporani amb els seus programes "Las Mañanas Kiss", "Top Kiss 25", "Music Box" i "Siempre 80s" l'han convertit en la sisè emissora musical més escoltada del país amb 936.000 oients diaries.
L'oferta musical de KISS FM es completa amb l'actualitat informativa que, en forma de titulars d'1 minut 30 cada hora (cada 30 minuts de 7 a 10 hores), se succeeix al llarg de tota la programació, les 24 hores del dia. KISS FM és l'única ràdio musical espanyola amb redacció d'informatius pròpia. Des dels seus inicis (excloent Les 30 de les 3 des de la temporada 2016-2017), l'emissió ha estat sempre acompanyada d'un locutor en directe durant les 24 hores del dia, 365 dies a l'any.

## Història

### El 'boom' (2002-2010)
Va començar les seves emissions el 13 d'abril de 2002, coincidint amb el Dia Internacional del Petó. Des d'aquest moment, el seu èxit ha estat espectacular i ha marcat una fita en la història de la radiodifusió a Espanya, sent la de major creixement d'audiència en la història de la ràdio musical espanyola (en el seu segon any en les ones, va aconseguir aconseguir 1.474.000 oïdors). La programació inicial es va crear a partir d'una rigorosa selecció d'oldies de la música pop de les últimes tres dècades, amb especial atenció a les balades i les cançons de caràcter melòdic. Melodies emblemàtiques dels Beatles, Elton John, Bryan Adams o Céline Dion convivien, diàriament, amb interpretacions inoblidables d'Ana Belén, Mecano, Alejandro Sanz i uns altres.

### Canvi musical (2011-2014)
Després dels canvis en els gustos del seu públic objectiu, Kiss FM va començar a virar la seva orientació el 2011 i, durant gairebé tres anys, la seva programació va incloure cançons emblemàtiques de tots els temps i també els últims èxits comercials. En el mateix any es va estrenar 'Las Mañanas Kiss', conduït per Cristina Lasvignes, Alfredo Arense i Marta Ferrer. Aquest format ja habia existit durant els anys 2008 i 2009 (en aquella epoca presentat per Enrique Marron).
L'any 2013, l'emissora modifica el seu eslògan i passa a ser 'Alégrate el dia'. En aquest moment, en la graella de Kiss FM van guanyar protagonisme els programes, en detriment de la radiofórmula. Aquesta estava formada per <<morning show>> un (el ja esmentat 'Las Mañanas Kiss'), un programa vespertí (presentat per Rocio Moreno) i un programa nocturn (presentat per Enrique Marron). Aquests ocupaven una gran part de la graella. La resta d'aquesta programació estava format per radiofórmula. Les finalitats de setmanes estaven composts per radiofórmula tot el dia excepte al matí, en la qual es emitien reposicions de 'Las Mañanas Kiss' que eren intercalades per musica i formula d'Alejandro Alcalde.

### L'estalvi i la baixada en audiències (2014-2015)
En 2014, el president de Grupo KISS Media, Blas Herrero, canvia el rumb de la ràdio després dels mals resultats de l'any anterior i els ínfims resultats de Las Mañanas Kiss. Després d'això, els programes de la tarda i la nit queden cancel·lats. Enrique Marrón comença a conduir el programa matinal al costat de Marta Ferrer. Rocío Moreno passa a realitzar radiofórmula, la qual torna a copar tota la graella de Kiss FM, exceptuant el matinal.

### Intent de remuntar (2015-2016)
Amb l'objectiu de donar-li un nou impuls a la cadena, es realitza el fitxatge del prestigiós locutor i presentador Frank Blanco, que torna a la ràdio sense abandonar Zapeando, programa de televisió que condueix a La Sexta. Blanco afronta la direcció de las Mañanas Kiss, que veu ampliat el seu horari en dues hores (de 6.00 a 11.00). Per part seva, Enrique Marrón passa a ocupar la franja de tarda les tardes.
A l'octubre de 2015 Jaume Baró és nomenat director del Grupo KISS Media.
En 2016 es reorganitzen les marques i estratègia del grup de comunicació: comencen les emissions en proves de 9KissTV (posteriorment seria DKiss), el canal de televisió local Kiss TV es reconverteix en Hit TV i Kiss FM introdueix un nou eslògan: Lo mejor de los 80 y los 90 hasta hoy. A més, estrena nous jingles i reforça la seva programació, incorporant Xavi Rodríguez, María Lama i Max Marieges per a fer un programa de tarda: De vuelta y media.
Els imprevistos se succeeixen: la copresentadora del matinal marxa de forma inesperada i és substituïda per Irene Junquera, una de les veus mes recognoscibles de l'emissora marxa i finalment, Frank Blanco anuncia la seva marxa de Kiss FM sense acabar la temporada radiofònica.
Després de la Setmana Santa, Xavi Rodríguez i María Lama es posen al capdavant dels Matins Kiss, introduint canvis, seccions, col·laboradors i un format totalment renovat. L'equip el completa Marta Ferrer, present en les etapes anteriors del morning xou; els guionistes Carlos Pareja i José Antonio Andreu, i els imitadors Javier Quero i Federico de Juan.

### Pel bon camí (2016-2018)
Xavi Rodríguez i María Lama presenten Las Mañanas KISS. Al costat d'ells, Marta Ferrer s'encarrega de la part informativa del programa. Berta Collado és col·laboradora habitual.
A més Kiss FM estrena un nou espai en la sobretaula: Les 30 de les 3. De 15.00 a 17.00 s'emet una sessió sense pausa amb les millors cançons de l'emissora sense interrupcions, publicitat ni presentador.
Una altra de les novetats de la temporada 2016-2017 és la incorporació del ja esmentat Toni Peret, un referent de la música dance que presenta un programa els dissabtes anomenat Music Box, de 21.00 a 23.00.
En abril de 2017, i com a resultat d'un estudi realitzat als oïdors de l'emissora, es produeix un canvi en la programació musical que passa per una menor inclusió de cançons actuals i una especial atenció als oldies. Des d'aquest moment Kiss FM se centra en els èxits clàssics dels 80 i 90, amb petites píndoles dels 70 i 2000, i una ínfima quantitat de temes d'actualitat. Al desembre d'aquest any, una altra de les veus més recognoscibles de l'emissora, Pedro Garcia de Val, abandona l'emissora.

### Actualitat
En l'actualitat, KISS FM té diversos programes nous que es van estrenar el gener de 2018. Aquests són 'Top Kiss 25', presentat per Enrique Marron i emès els diumenges de 17.00 a 19.00 i 'Sempre 80s', presentat per Ana Canora i emès els divendres de 21.00 a 23.00. De dilluns a divendres, l'oferta es completa amb dues hores de música sense interrupcions: "les 30 de les 3" s'emeten, cada dia, de 15 a 17 hores.

### Audiència
Segons l'Estudi General de Mitjans, Kiss FM ha protagonitzat el major ascens d'audiència d'una emissora musical a Espanya. Va arrencar amb 223.000 oïdors en 2002, i en dos anys va aconseguir el seu màxim amb 1.474.000 oïdors. Entre 2005 i 2011 l'audiència va oscil·lar entre 1,3 i 1,1 milions, amb lleugera tendència a la baixa. Amb el viratge en la radiofórmula, des de 2011 baixa a aproximadament 1 milió, en 2013 va baixar fins als 900.000, fins i tot al juny de 2013 va marcar un mínim de 819.000.
A l'abril de 2016 va tornar a passar la barrera d'1 milió, després de 3 anys sense arribar a aquesta xifra, i al juny de 2016 va tornar a baixar fins als 893.000 oïdors. No obstant això i com a resultat del canvi en la radiofórmula, al juliol de 2017 l'audiència va tornar a pujar considerablement fins a aconseguir 1.019.000 oïdors. En l'últim EGM de 2018, la seva programació va ser d'1.086.000 oïdors diaris.
Actualment la cadena ostenta l'Antena de Oro 2018 en categoria de ràdio.

### Publicitat
Des dels seus inicis, KISS FM no ha emès un nivell important de publicitat, de tres a cinc minuts cada hora, sent de desconnexió local a la "mitja", i en cadena abans de l'hora en punt.

## Emissions
KISS FM emet tant per freqüència modulada FM, com per la ràdio digital DAB pel múltiplex MF-2 (a Barcelona i Madrid), i internet: Kiss FM en Directe

### Emissió nacional i local
Kiss FM emet en emissió nacional durant tota l'hora, excepte per a la desconnexió per a publicitat local, aproximadament en el minut 27. Cada freqüència té informació i/o anuncis locals. Quan una emissió local es queda sense anuncis o ha emès tots els previstos, fan un canvi a l'emissió nacional, que està emetent una cançó durant aquest període.
A Catalunya i Canàries, Kiss FM sí que té torns de radiofórmula propis de dilluns a divendres d'11 a 15 hores i de 17 a 21 hores (a Catalunya, per a complir amb les hores d'emissió en català que exigeixen). En altres comunitats com Andalusia, s'emet 1 minut de notícies regionals tres vegades al dia, dins de la desconnexió de publicitat, a les 7.30, a les 14.30 i a les 19.30.

### Emissió per TDT i per Internet
Kiss FM emet en TDT a nivell nacional en el RGE-2, al costat de DKiss. També emet en la Comunitat de Madrid en el canal 39, al costat de Hit FM
La programació de TDT i en Internet és nacional durant les 24 hores al dia. Quan en FM es passa a la desconnexió local, aquests segueixen amb la programació nacional emetent una cançó de farciment.

## Locutors
- Xavi Rodríguez
- María Lama
- Berta Collado
- Toni Peret
- Ana Canora
- Enrique Marrón
- Alba García
- Víctor Álvarez
- Miguel Ángel Roca
- Jorge Martín
- Susana León
- Javier Fuillerat

Catalunya:
- Miguel Ángel Rodríguez
- Albert Gómez

Canàries:
- Joni García
- Pili Navarro

## Locutors informatius
- Julián Garvín (Coordinador de Cadena i Director d'Informatius)
- Marta Ferrer (Las Mañanas Kiss)
- Ismael Arranz
- Estefanía Vega
- Isabel Arquer
- Alejandra Martínez
- Jorge Quiroga
- Daniel Relova

Andalusia (07:30, 14:30, 19:30):
- Ismael Arranz

Catalunya (16:00):
- Ismael Arranz

La Rioja (07:30, 19:30):
- Marta Ferrer

Aragó (07:30, 19:30):
- Julián Garvín

## Freqüències de Kiss FM
FM
 Andalusia
- Algesires: 104.1 FM
- Almeria: 104.1 FM
- Cadis: 95.4 FM
- Còrdova: 95.6 FM
- Granada: 105.2 FM
- Huelva: 106.6 FM
- Jaén: 93.3 FM
- Lanjarón: 104.1 FM
- Màlaga: 90.1 FM
- Marbella: 88.7 FM
- Sevilla: 100.3 FM

 Andorra
- Andorra la Vella: 98.9 FM

 Aragó
- Calataiud: 91.8 FM
- Fraga: 93.1 FM
- Osca: 91.6 FM
- Terol: 101.6 FM
- Saragossa: 105.8 FM

 Astúries
- Avilés: 104.8 FM
- Gijón: 105.8 FM
- Llanes: 102.0 FM
- Ḷḷuarca: 101.0 FM
- Mieres: 103.9 FM
- Navia: 92.6 FM
- Oviedo: 101.1 FM
- Tapia de Casariego: 103.1 FM
- Tinéu: 94.9 FM

 Canàries
- Arona (Illes Canàries) : 100.7 FM
- Arrecife: 96.5 FM
- Hermigua: 95.6 FM
- La Frontera: 94.9 FM
- La Orotava: 104.1 FM
- Las Palmas de Gran Canaria: 102.4 FM
- Los Llanos de Aridane: 95.3 FM
- Mogán: 102.8 FM
- Observatori del Teide: 99.4 FM
- Pájara: 100.4 FM
- Puerto del Rosario: 104.3 FM
- San Andrés y Sauces: 106.3 FM
- San Bartolomé de Tirajana: 101.8 FM
- San Miguel de Abona: 102.2 FM
- San Sebastián de La Gomera: 97.9 FM
- Santa Cruz de Tenerife: 102.9 FM
- Santa María de Guía de Gran Canaria: 94.5 FM
- Valverde (El Hierro): 100.3 FM
- Yaiza: 103.1 FM

 Cantàbria
- Santander: 98.5 FM
- Torrelavega: 96.2 FM

 Castella-La Manxa
- Albacete: 92.7 FM
- Ciudad Real: 105.1 FM
- Conca: 98.2 FM
- Guadalajara: 92.8 FM
- Talavera de la Reina: 103.3 FM
- Talayuelas: 107.4 FM
- Toledo: 98.3 FM
- Trillo: 103.1 FM

 Castella i Lleó
- Almazán: 99.1 y 102.5 FM
- Arévalo: 101.3 FM
- Astorga: 91.5 FM
- Àvila: 92.9 FM
- Benavente: 104.7 FM
- Burgos: 105.5 FM
- El Espinar: 101.4 FM
- Guardo: 103.1 FM
- Lleó: 96.5 FM
- Miranda de Ebro: 99.0 FM
- Ponferrada: 95.6 FM
- Salamanca: 91.7 FM
- Sòria: 100.8 FM
- Valladolid: 99.4 FM
- Zamora: 99.1 FM

 Catalunya
- Barcelona: 95.5 FM
- Palamós: 88.4 FM (a partir de gener 2019)
- Camp de Tarragona: 103.3 FM (a partir de febrer 2025)

 Comunitat de Madrid
- Collado Villalba: 100.9 FM
- Madrid: 102.7 FM
- Miraflores de la Sierra: 103.4 FM

 País Valencià
- Alcoi: 98.1 FM
- Alacant: 89.2 FM
- Castelló de la Plana: 104.7 FM
- Oriola: 102.6 FM
- València: 96.9 FM

 Extremadura
- Badajoz: 105.5 FM
- Cabeza del Buey: 94.0 FM
- Càceres: 95.7 FM
- Fregenal de la Sierra: 90.8 FM
- Hervás: 104.1 FM
- Mèrida: 91.9 FM
- Plasència: 96.8 FM

 Galícia
- Becerreá: 88.4 FM
- O Barco de Valdeorras: 90.9 FM
- Fonsagrada: 94.8 FM
- La Corunya: 88.0 FM
- Lugo: 88.5 FM
- Ourense: 90.9 FM
- Santiago de Compostel·la: 89.4 FM
- Pontevedra: 99.2 FM
- Ribadavia: 101.8 FM
- Vigo: 94.0 FM

 Illes Balears
- Bunyola/Mallorca: 89.5 FM
- Illa d'Eivissa: 93.1 FM
- Es Mercadal/Menorca: 99.1 FM

 La Rioja
- Logronyo: 96.0 FM

 Navarra
- Isaba: 102.2 FM
- Pamplona: 89.3 FM
- Sangüesa: 92.6 FM

 País Basc
- Bilbao: 99.7 FM
- Eibar: 101.1 FM
- Sant Sebastià: 91.5 FM
- Vitòria: 106.7 FM

 Regió de Múrcia
- Cartagena: 96.7 FM
- Mazarrón: 95.1 FM
- Múrcia: 99.3 FM

DAB
- Barcelona: 8A 195.936 MHz
- Madrid: 8A 195.936 MHz

### Kiss FM Social
- Kiss FM a Facebook
- "Las Mañanas KISS" a Facebook
- "Las Mañanas KISS" a Twitter

### Kiss FM a Internet
- http://www.kissfm.es/player Kiss FM en Directe
- https://www.radioes.net/emisoras/cadena/kiss-fm/ Centres emissors de Kiss FM a Espanya